# Le Songe du critique
Le Songe du critique est un impromptu de Jean Anouilh, créé en lever de rideau de Tartuffe, à la Comédie des Champs-Élysées (Paris) le 5 novembre 1960 dans une mise en scène de l'auteur lui-même.

## Résumé
Dans cet impromptu, Jean Anouilh se moque des critiques et de leurs erreurs de jugement en mettant dans la bouche de son personnage principal un résumé des formules qui lui ont été appliquées, tout en défendant sa mise en scène et sa lecture de Tartuffe.

## Distribution originale
- Le critique : Jean Le Poulain
- La bonne : Denise Benoît
- Cléante : François Périer
- Dorine : Nicole Langon
- Orgon : Claude Sainval
- Tartuffe : Roland Piétri
- Elmire

Le bureau du critique, chez lui. Fouillis innommable. Il entre en pardessus, suivi de sa bonne.